# Gøngehøvdingen (film)
Gøngehøvdingen är en dansk  film från 1961. Filmen kallas i Sverige för Göingehövdingen.

## Handling
1658 gick Sveriges kung, Karl X Gustav, över isen på Stora Bält tillsammans med sin armé. Svend Poulsen får i uppdrag att föra 50.000 riksdaler genom svenskarnas linjer från Vordingborg till Köpenhamn.

## Roller
- Jens Østerholm som Svend Poulsen
- Dirch Passer som Ib
- Birgitte Federspiel som Kulsoen
- Hans Kurt som kapten Mannheimer
- Ove Sprogøe som Tam
- Ghita Nørby som Inger
- Mogens Wieth som Fredrik III
- Pauline Schumann som drottning Sofia Amalia
- Georg Årlin som överste Sparre
- Bent Mejding som kapellan Tange